# Сфероїд

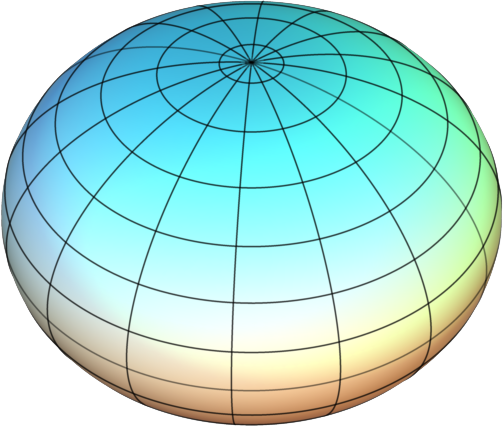
Стиснений сфероїд

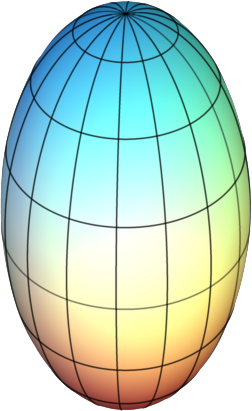
Витянутий сфероїд

Еліпсо́їд оберта́ння (сферо́їд) — фігура обертання в тривимірному просторі, яка сформувалась при обертанні еліпса навколо однієї з його головних осей.

## Історія
Термін сфероїд для визначення двох варіантів еліпсоїда обертання ввів Архімед: 
| "Ми вважаємо наступне: якщо еліпс при збереженні нерухомою велику вісь обертається, повертаючись в первинне положення, то фігура, яку він охоплює, буде називатися витянутим сфероїдом. Якщо еліпс при збереженні нерухомою малу вісь обертається, повертаючись назад, то фігура, яку він охоплює, буде називатися сплюснутим сфероїдом." |

## Основні формули
- Площа поверхні:

{\displaystyle 2\pi a\left(a+{\frac {b^{2}}{\sqrt {a^{2}-b^{2}}}}\ln \left({\frac {a+{\sqrt {a^{2}-b^{2}}}}{b}}\right)\right)} (для стисненого)
{\displaystyle 2\pi a\left(a+{\frac {b^{2}}{\sqrt {b^{2}-a^{2}}}}\arcsin \left({\frac {\sqrt {b^{2}-a^{2}}}{b}}\right)\right)} (для видовженого)
- Об'єм:

{\displaystyle {\frac {4}{3}}\pi a^{2}b.\,\!}
Тут {\displaystyle o\!\varepsilon \,\!} - кутовий ексцентриситет:
{\displaystyle o\!\varepsilon =\arccos \left({\frac {b}{a}}\right)=2\arctan \left({\sqrt {\frac {a-b}{a+b}}}\right)\quad \mathrm {} ,\,\!} (стиснений)
{\displaystyle =\arccos \left({\frac {a}{b}}\right)=2\arctan \left({\sqrt {\frac {b-a}{b+a}}}\right)\quad \mathrm {} ;\,\!} (видовженого)
(sin(oε) часто описується як ексцентриситет, "e")